# كفر الباجور
كفر الباجور، قرية رئيسية تابعة لمركز الباجور التابع لمحافظة المنوفية في جمهورية مصر العربية.

## السكان
بلغ عدد سكان كفر الباجور 8,560 نسمة، حسب الإحصاء الرسمي لعام 2006.